# Capo Crillon
Capo Crillon (in russo мыс Крильон, mys Cril'on, in giapponese 西能登呂岬 Nishinotoro-misaki) è il punto più meridionale della penisola omonima e dell'intera isola di Sachalin. È collegato alla penisola da un istmo e si affaccia sullo stretto di La Pérouse che separa l'isola di Sachalin da Hokkaidō; a est c'è il mare di Ochotsk e a ovest il mar del Giappone. In direzione sud-est, a 14 km, si trova un piccolo isolotto roccioso, lo scoglio Opasnosti. Da capo Crillon a capo Sōya (il punto più settentrionale di Hokkaidō) c'è una distanza di 43 km. 
In prossimità di capo Crillon è stata costruita una stazione meteorologica, una base militare e un faro.
Il nome è stato scelto dal grande esploratore francese Jean-François de La Pérouse in onore del comandante francese Louis des Balbes de Berton de Crillon.